# E-Prix de Londres de 2015
El Londres ePrix de 2015, oficialmente 2014-15 FIA Fórmula E FIA Londres ePrix, será una carrera de monoplazas eléctricos del campeonato de la FIA de Fórmula E que transcurrirá el 27 de junio de 2015 en el Circuito callejero de Londres en la ciudad de Londres, Reino Unido. Será la décima carrera en la historia de este campeonato de monoplazas eléctricos.

## Entrenamientos libres

### Primeros libres
| Pos. | Nº | Piloto              | Equipo          | Tiempo   | Diferencia | Vueltas |
| ---- | -- | ------------------- | --------------- | -------- | ---------- | ------- |
| 1    | 30 | Stéphane Sarrazin   | Venturi         | 1:26.450 |            | 17      |
| 2    | 2  | Sam Bird            | Virgin Racing   | 1:27.125 | +0.675     | 18      |
| 3    | 11 | Lucas di Grassi     | Audi Sport ABT  | 1:29.006 | +2.556     | 18      |
| 4    | 27 | Jean-Éric Vergne    | Andretti        | 1:29.163 | +2.713     | 15      |
| 5    | 66 | Daniel Abt          | Audi Sport ABT  | 1:29.368 | +2.918     | 18      |
| 6    | 99 | Nelson Piquet, Jr.  | China Racing    | 1:29.514 | +3.064     | 17      |
| 7    | 7  | Jérôme d'Ambrosio   | Dragon Racing   | 1:29.588 | +3.138     | 13      |
| 8    | 9  | Sébastien Buemi     | e.dams Renault  | 1:29.684 | +3.234     | 19      |
| 9    | 5  | Karun Chandhok      | Mahindra Racing | 1:29.684 | +3.698     | 18      |
| 10   | 8  | Nicolas Prost       | e.dams Renault  | 1:30.225 | +3.775     | 19      |
| 11   | 88 | Oliver Turvey       | China Racing    | 1:30.559 | +4.109     | 18      |
| 12   | 3  | Fabio Leimer        | Virgin Racing   | 1:30.932 | +4.482     | 18      |
| 13   | 23 | Nick Heidfeld       | Venturi         | 1:30.984 | +4.534     | 13      |
| 14   | 28 | Simona de Silvestro | Andretti        | 1:31.222 | +4.772     | 11      |
| 15   | 6  | Loïc Duval          | Dragon Racing   | 1:31.272 | +4.822     | 14      |
| 16   | 77 | Salvador Durán      | Amlin Aguri     | 1:31.550 | +5.100     | 12      |
| 17   | 21 | Bruno Senna         | Mahindra Racing | 1:31.658 | +5.208     | 17      |
| 18   | 10 | Jarno Trulli        | Trulli          | 1:32.380 | +5.930     | 17      |
| 19   | 55 | Sakon Yamamoto      | Amlin Aguri     | 1:33.558 | +7.108     | 13      |
| 20   | 18 | Alex Fontana        | Trulli          | 1:33.912 | +7.462     | 17      |

| Pos. | Nº | Piloto              | Equipo          | Tiempo     | Diferencia | Vueltas |
| ---- | -- | ------------------- | --------------- | ---------- | ---------- | ------- |
| 1    | 6  | Loïc Duval          | Dragon Racing   | 1:23.690   |            | 17      |
| 2    | 9  | Sébastien Buemi     | e.dams Renault  | 1:24.056   | +0.366     | 20      |
| 3    | 2  | Sam Bird            | Virgin Racing   | 1:24.314   | +0.624     | 18      |
| 4    | 8  | Nicolas Prost       | e.dams Renault  | 1:25.133   | +1.443     | 18      |
| 5    | 18 | Alex Fontana        | Trulli          | 1:25.997   | +2.307     | 17      |
| 6    | 11 | Lucas di Grassi     | Audi Sport ABT  | 1:26.881   | +3.191     | 16      |
| 7    | 30 | Stéphane Sarrazin   | Venturi         | 1:27.063   | +3.373     | 18      |
| 8    | 66 | Daniel Abt          | Audi Sport ABT  | 1:27.146   | +3.456     | 20      |
| 9    | 99 | Nelson Piquet, Jr.  | China Racing    | 1:27.363   | +3.673     | 20      |
| 10   | 5  | Karun Chandhok      | Mahindra Racing | 1:27.384   | +3.694     | 21      |
| 11   | 7  | Jérôme d'Ambrosio   | Dragon Racing   | 1:27.496   | +3.806     | 21      |
| 12   | 88 | Oliver Turvey       | China Racing    | 1:27.627   | +3.937     | 15      |
| 13   | 3  | Fabio Leimer        | Virgin Racing   | 1:28.035   | +4.345     | 24      |
| 14   | 21 | Bruno Senna         | Mahindra Racing | 1:28.086   | +4.396     | 19      |
| 15   | 55 | Sakon Yamamoto      | Amlin Aguri     | 1:28.136   | +4.446     | 20      |
| 16   | 28 | Simona de Silvestro | Andretti        | 1:28.441   | +4.751     | 8       |
| 17   | 77 | Salvador Durán      | Amlin Aguri     | 1:28.479   | +4.789     | 12      |
| 18   | 23 | Nick Heidfeld       | Venturi         | 1:28.907   | +5.217     | 13      |
| 19   | 10 | Jarno Trulli        | Trulli          | 1:29.095   | +5.405     | 15      |
| 20   | 27 | Jean-Éric Vergne    | Andretti        | Sin Tiempo |            | 0       |

### Segundos libres
| Pos. | Nº | Piloto              | Equipo          | Tiempo   | Diferencia | Vueltas |
| ---- | -- | ------------------- | --------------- | -------- | ---------- | ------- |
| 1    | 27 | Jean-Éric Vergne    | Andretti        | 1:25.351 |            | 12      |
| 2    | 99 | Nelson Piquet, Jr.  | China Racing    | 1:25.676 | +0.325     | 13      |
| 3    | 8  | Nicolas Prost       | e.dams Renault  | 1:26.010 | +0.659     | 10      |
| 4    | 7  | Jérôme d'Ambrosio   | Dragon Racing   | 1:26.299 | +0.948     | 11      |
| 5    | 11 | Lucas di Grassi     | Audi Sport ABT  | 1:26.358 | +1.007     | 10      |
| 6    | 9  | Sébastien Buemi     | e.dams Renault  | 1:26.433 | +1.082     | 12      |
| 7    | 66 | Daniel Abt          | Audi Sport ABT  | 1:26.443 | +1.092     | 9       |
| 8    | 30 | Stéphane Sarrazin   | Venturi         | 1:26.517 | +1.166     | 12      |
| 9    | 77 | Salvador Durán      | Amlin Aguri     | 1:26.658 | +1.307     | 12      |
| 10   | 23 | Nick Heidfeld       | Venturi         | 1:26.891 | +1.540     | 8       |
| 11   | 88 | Oliver Turvey       | China Racing    | 1:27.242 | +1.891     | 14      |
| 12   | 2  | Sam Bird            | Virgin Racing   | 1:27.822 | +2.471     | 10      |
| 13   | 5  | Karun Chandhok      | Mahindra Racing | 1:27.945 | +2.594     | 12      |
| 14   | 28 | Simona de Silvestro | Andretti        | 1:28.214 | +2.863     | 13      |
| 15   | 10 | Jarno Trulli        | Trulli          | 1:28.390 | +3.039     | 11      |
| 16   | 21 | Bruno Senna         | Mahindra Racing | 1:28.504 | +3.153     | 13      |
| 17   | 3  | Fabio Leimer        | Virgin Racing   | 1:28.621 | +3.270     | 8       |
| 18   | 55 | Sakon Yamamoto      | Amlin Aguri     | 1:28.734 | +3.383     | 10      |
| 19   | 18 | Alex Fontana        | Trulli          | 1:29.204 | +3.853     | 12      |
| 20   | 6  | Loïc Duval          | Dragon Racing   | 1:29.825 | +4.474     | 12      |

| Pos. | Nº | Piloto              | Equipo          | Tiempo   | Diferencia | Vueltas |
| ---- | -- | ------------------- | --------------- | -------- | ---------- | ------- |
| 1    | 9  | Sébastien Buemi     | e.dams Renault  | 1:23.642 |            | 11      |
| 2    | 6  | Loïc Duval          | Dragon Racing   | 1:23.905 | +0.263     | 10      |
| 3    | 88 | Oliver Turvey       | China Racing    | 1:23.909 | +0.267     | 5       |
| 4    | 11 | Lucas di Grassi     | Audi Sport ABT  | 1:24.026 | +0.384     | 6       |
| 5    | 30 | Stéphane Sarrazin   | Venturi         | 1:24.249 | +0.607     | 12      |
| 6    | 99 | Nelson Piquet, Jr.  | China Racing    | 1:24.671 | +1.029     | 10      |
| 7    | 3  | Fabio Leimer        | Virgin Racing   | 1:24.802 | +1.160     | 11      |
| 8    | 28 | Simona de Silvestro | Andretti        | 1:25.152 | +1.510     | 12      |
| 9    | 5  | Karun Chandhok      | Mahindra Racing | 1:25.364 | +1.722     | 7       |
| 10   | 66 | Daniel Abt          | Audi Sport ABT  | 1:25.388 | +1.746     | 5       |
| 11   | 10 | Jarno Trulli        | Trulli          | 1:25.568 | +1.926     | 13      |
| 12   | 21 | Bruno Senna         | Mahindra Racing | 1:26.126 | +2.484     | 13      |
| 13   | 7  | Jérôme d'Ambrosio   | Dragon Racing   | 1:27.029 | +3.387     | 14      |
| 14   | 2  | Sam Bird            | Virgin Racing   | 1:27.222 | +3.580     | 10      |
| 15   | 77 | Salvador Durán      | Amlin Aguri     | 1:27.723 | +4.081     | 9       |
| 16   | 27 | Jean-Éric Vergne    | Andretti        | 1:27.845 | +4.203     | 11      |
| 17   | 8  | Nicolas Prost       | e.dams Renault  | 1:27.898 | +4.256     | 15      |
| 18   | 55 | Sakon Yamamoto      | Amlin Aguri     | 1:27.970 | +4.328     | 12      |
| 19   | 23 | Nick Heidfeld       | Venturi         | 1:28.693 | +5.051     | 9       |
| 20   | 18 | Alex Fontana        | Trulli          | 1:28.913 | +5.271     | 15      |

## Clasificación

### Resultados
| Pos. | Nº | Piloto              | Equipo          | Tiempo   | Diferencia | P.  |
| ---- | -- | ------------------- | --------------- | -------- | ---------- | --- |
| 1    | 9  | Sébastien Buemi     | e.dams Renault  | 1:24.648 |            | 1   |
| 2    | 7  | Jérôme d'Ambrosio   | Dragon Racing   | 1:25.104 | +0.456     | 2   |
| 3    | 11 | Lucas di Grassi     | Audi Sport ABT  | 1:25.105 | +0.457     | 3   |
| 4    | 99 | Nelson Piquet, Jr.  | China Racing    | 1:25.144 | +0.496     | 4   |
| 5    | 27 | Jean-Éric Vergne    | Andretti        | 1:25.182 | +0.534     | 5   |
| 6    | 8  | Nicolas Prost       | e.dams Renault  | 1:25.258 | +0.610     | 6   |
| 7    | 88 | Oliver Turvey       | China Racing    | 1:25.829 | +1.181     | 7   |
| 8    | 21 | Bruno Senna         | Mahindra Racing | 1:25.879 | +1.231     | 8   |
| 9    | 2  | Sam Bird            | Virgin Racing   | 1:25.894 | +1.246     | 9   |
| 10   | 77 | Salvador Durán      | Amlin Aguri     | 1:25.964 | +1.316     | 10  |
| 11   | 6  | Loïc Duval          | Dragon Racing   | 1:25.998 | +1.340     | 11  |
| 12   | 23 | Nick Heidfeld       | Venturi         | 1:26.128 | +1.480     | 12  |
| 13   | 66 | Daniel Abt          | Audi Sport ABT  | 1:26.302 | +1.654     | 13  |
| 14   | 30 | Stéphane Sarrazin   | Venturi         | 1:26.318 | +1.670     | 14  |
| 15   | 10 | Jarno Trulli        | Trulli          | 1:26.852 | +2.204     | 20* |
| 16   | 5  | Karun Chandhok      | Mahindra Racing | 1:27.160 | +2.512     | 15  |
| 17   | 28 | Simona de Silvestro | Andretti        | 1:27.208 | +2.560     | 16  |
| 18   | 55 | Sakon Yamamoto      | Amlin Aguri     | 1:27.456 | +2.808     | 17  |
| 19   | 18 | Alex Fontana        | Trulli          | 1:28.083 | +3.435     | 18  |
| 20   | 3  | Fabio Leimer        | Virgin Racing   | 1:28.152 | +3.504     | 19  |

| Pos. | Nº | Piloto              | Equipo          | Tiempo     | Diferencia | P. |
| ---- | -- | ------------------- | --------------- | ---------- | ---------- | -- |
| 1    | 30 | Stéphane Sarrazin   | Venturi         | 1:23.901   |            | 1  |
| 2    | 7  | Jérôme d'Ambrosio   | Dragon Racing   | 1:23.965   | +0.064     | 2  |
| 3    | 6  | Loïc Duval          | Dragon Racing   | 1:24.107   | +0.206     | 3  |
| 4    | 2  | Sam Bird            | Virgin Racing   | 1:24.241   | +0.340     | 4  |
| 5    | 21 | Bruno Senna         | Mahindra Racing | 1:24.318   | +0.417     | 5  |
| 6    | 9  | Sébastien Buemi     | e.dams Renault  | 1:24.385   | +0.484     | 6  |
| 7    | 23 | Nick Heidfeld       | Venturi         | 1:25.494   | +1.593     | 7  |
| 8    | 77 | Salvador Durán      | Amlin Aguri     | 1:25.649   | +1.748     | 8  |
| 9    | 18 | Alex Fontana        | Trulli          | 1:25.689   | +1.788     | 9  |
| 10   | 10 | Jarno Trulli        | Trulli          | 1:27.093   | +3.192     | 10 |
| 11   | 11 | Lucas di Grassi     | Audi Sport ABT  | 1:32.570   | +8.669     | 11 |
| 12   | 88 | Oliver Turvey       | China Racing    | 1:33.626   | +9.725     | 12 |
| 13   | 28 | Simona de Silvestro | Andretti        | 1:34.167   | +10.266    | 13 |
| 14   | 27 | Jean-Éric Vergne    | Andretti        | 1:35.032   | +11.131    | 14 |
| 15   | 8  | Nicolas Prost       | e.dams Renault  | 1:35.111   | +11.210    | 15 |
| 16   | 99 | Nelson Piquet, Jr.  | China Racing    | 1:35.284   | +11.383    | 16 |
| 17   | 3  | Fabio Leimer        | Virgin Racing   | 1:35.543   | +11.642    | 17 |
| 18   | 66 | Daniel Abt          | Audi Sport ABT  | 1:38.473   | +14.572    | 18 |
| 19   | 5  | Karun Chandhok      | Mahindra Racing | 1:41.232   | +17.331    | 19 |
| 20   | 55 | Sakon Yamamoto      | Amlin Aguri     | Sin Tiempo | -          | 20 |

## Carrera

### Resultados
| Pos. | Nº | Piloto              | Equipo          | Vtas. | Tiempo/Retirado | P. | Pts. |
| ---- | -- | ------------------- | --------------- | ----- | --------------- | -- | ---- |
| 1    | 9  | Sébastien Buemi     | e.dams Renault  | 29    | 47:54.784       | 1  | 28*  |
| 2    | 7  | Jérôme d'Ambrosio   | Dragon Racing   | 29    | +0.939          | 2  | 18   |
| 3    | 27 | Jean-Éric Vergne    | Andretti        | 29    | +1.667          | 5  | 15   |
| 4    | 99 | Nelson Piquet, Jr.  | China Racing    | 29    | +2.409          | 4  | 14*  |
| 5    | 11 | Lucas di Grassi     | Audi Sport ABT  | 29    | +7.370          | 3  | 10   |
| 6    | 2  | Sam Bird            | Virgin Racing   | 29    | +7.762          | 9  | 8    |
| 7    | 8  | Nicolas Prost       | e.dams Renault  | 29    | +8.553          | 6  | 6    |
| 8    | 6  | Loïc Duval          | Dragon Racing   | 29    | +9.507          | 11 | 4    |
| 9    | 88 | Oliver Turvey       | China Racing    | 29    | +10.032         | 7  | 2    |
| 10   | 30 | Stéphane Sarrazin   | Venturi         | 29    | +12.077         | 14 | 1    |
| 11   | 28 | Simona de Silvestro | Andretti        | 29    | +15.946         | 17 |      |
| 12   | 5  | Karun Chandhok      | Mahindra Racing | 29    | +35.595         | 16 |      |
| 13   | 23 | Nick Heidfeld       | Venturi         | 29    | +41.034         | 12 |      |
| 14   | 3  | Fabio Leimer        | Virgin Racing   | 29    | +42.697         | 20 |      |
| 15   | 10 | Jarno Trulli        | Trulli          | 29    | +43.273         | 15 |      |
| 16   | 21 | Bruno Senna         | Mahindra Racing | 29    | +48.423         | 8  |      |
| 17   | 77 | Salvador Durán      | Amlin Aguri     | 29    | +1:01.987*      | 10 |      |
| 18   | 18 | Alex Fontana        | Trulli          | 25    | Suspensión      | 19 |      |
| Ret  | 66 | Daniel Abt          | Audi Sport ABT  | 15    | Accident        | 13 |      |
| Ret  | 55 | Sakon Yamamoto      | Amlin Aguri     | 15    | Baterry         | 18 |      |

| Pos. | Nº | Piloto              | Equipo          | Vtas. | Tiempo/Retirado     | P. | Pts. |
| ---- | -- | ------------------- | --------------- | ----- | ------------------- | -- | ---- |
| 1    | 2  | Sam Bird            | Virgin Racing   | 29    | 45:48.792           | 4  | 27*  |
| 2    | 7  | Jérôme d'Ambrosio   | Dragon Racing   | 29    | +6.973              | 2  | 18   |
| 3    | 6  | Loïc Duval          | Dragon Racing   | 29    | +9.430              | 3  | 15   |
| 4    | 21 | Bruno Senna         | Mahindra Racing | 29    | +10.147             | 5  | 12   |
| 5    | 9  | Sébastien Buemi     | e.dams Renault  | 29    | +10.689             | 6  | 10   |
| 6    | 11 | Lucas di Grassi     | Audi Sport ABT  | 29    | +11.204             | 11 | 8    |
| 7    | 99 | Nelson Piquet, Jr.  | China Racing    | 29    | +11.561             | 16 | 6    |
| 8    | 77 | Salvador Durán      | Amlin Aguri     | 29    | +12.402             | 8  | 4    |
| 9    | 88 | Oliver Turvey       | China Racing    | 29    | +14.142             | 12 | 2    |
| 10   | 8  | Nicolas Prost       | e.dams Renault  | 29    | +14.535             | 15 | 1    |
| 11   | 66 | Daniel Abt          | Audi Sport ABT  | 29    | +23.170             | 18 |      |
| 12   | 28 | Simona de Silvestro | Andretti        | 29    | +24.610             | 13 |      |
| 13   | 5  | Karun Chandhok      | Mahindra Racing | 29    | +31.501             | 19 |      |
| 14   | 18 | Alex Fontana        | Trulli          | 29    | +38.423             | 9  |      |
| 15   | 30 | Stéphane Sarrazin   | Venturi         | 29    | +48.680*            | 1  | 3*   |
| 16   | 27 | Jean-Éric Vergne    | Andretti        | 28    | Transmission        | 14 |      |
| 17   | 23 | Nick Heidfeld       | Venturi         | 23    | Gearbox             | 7  |      |
| 18   | 3  | Fabio Leimer        | Virgin Racing   | 17    | Suspensión          | 17 |      |
| 19   | 10 | Jarno Trulli        | Trulli          | 14    | Electronics         | 10 |      |
| 20   | 55 | Sakon Yamamoto      | Amlin Aguri     | 6     | Electrical/Accident | 20 |      |